# Karin Tietze-Ludwig

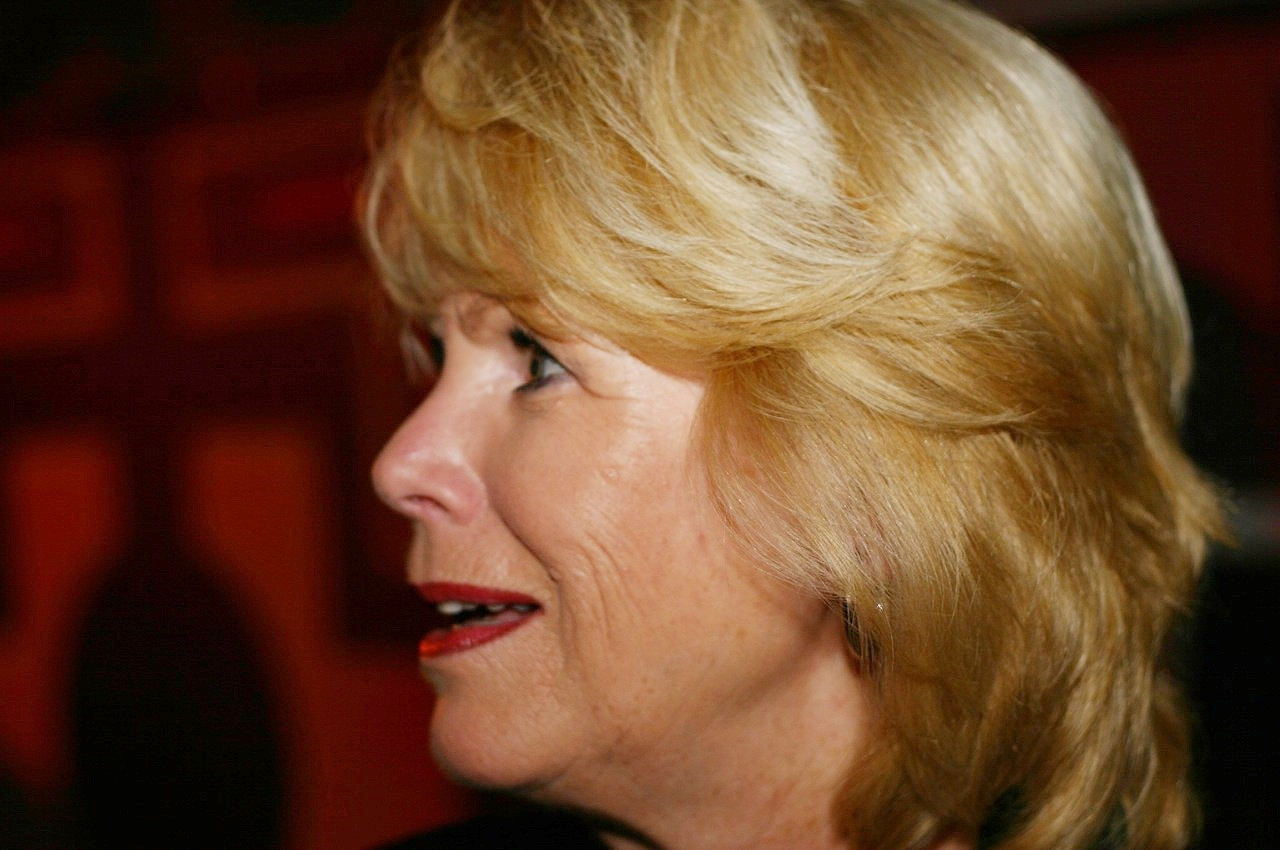
Karin Tietze-Ludwig (2007)

Karin Tietze-Ludwig (* 31. Mai 1941 in Siegen) ist eine ehemalige deutsche Moderatorin und Fernsehansagerin der ARD beim Hessischen Rundfunk.

## Leben
Karin Ludwig wuchs im mittelhessischen Biedenkopf auf und arbeitete nach ihrem Abschluss am dortigen Gymnasium Lahntalschule zunächst als Fremdsprachensekretärin in der Public-Relations-Abteilung einer amerikanischen Fluggesellschaft.
Eigentlich wollte sie Stewardess werden, dies hatte ihr Vater jedoch nicht erlaubt. Nebenbei nahm sie Schauspiel- und Sprechunterricht an der Musikhochschule Frankfurt. 1964 wurde Ludwig Ansagerin beim Fernsehen des Hessischen Rundfunks. Beworben hatte sie sich beim Hörfunk, doch war dort keine Stelle frei, während die Fernsehabteilung des HR eine Nachfolgerin für die Ansagerin Hilde Nocker suchte. Im Rahmen dieser Tätigkeit lernte Karin Ludwig den Journalisten und Redakteur Hans-Jürgen Tietze kennen, den sie 1966 heiratete. Von 1967 bis 1971 wechselte sie sich mit Karin Dinslage später auch mit Edelgard Stößel bei der Moderation der Ziehung der Lottozahlen ab. Bis zu ihrer letzten Lottoziehung am 17. Januar 1998 moderierte sie die Sendung über 30 Jahre lang und wurde umgangssprachlich als Lottofee bezeichnet. Ihre Nachfolgerin wurde Franziska Reichenbacher.
In den Jahren 1972 und 1975 moderierte Tietze-Ludwig die Vorentscheide zum Grand Prix Eurovision de la Chanson. 2007 war sie in der Rolle der Lottofee in einer Fernsehsendung bei SAT.1 zu sehen. Seit 1998 machte sie mehrfach Werbung für den Faber Lotto-Service.
Tietze-Ludwig ist Mutter eines Sohnes und seit 2001 verwitwet. Mit ihrer Familie lebt sie in Karben bei Frankfurt am Main.

## Auszeichnungen
- 1975: Silberner Bravo Otto in der Sparte TV-Moderatorin

## Veröffentlichungen
- 1976: Zusatzzahl 13
- 1993: Glück kommt nie zu spät. Heiterer Wegweiser für Lottofreunde
- 2000: Die Jahrhundertbilanz, 1960–1970 (Hörbuch, mit Hark Bohm)